# 후루다오시
후루다오(호로도, 葫芦岛市 / 葫蘆島市)는 중국 랴오닝성 남서부에 있는 지급시(地級市)이다. 항만도시로 발달하여 1994년 이전은 錦西라 불렸다. 베이징과 선양의 중간에 있는 교통의 요충지로 요서회랑으로 불리는 중국 동북부와 화북을 연결하는 전략적으로 중요한 지역의 거점도시이다. 발해만에서 동중국해로 출발하는 국제항구이다.

## 지리 및 기후
후루다오의 동쪽에는 진저우, 서쪽에는 산하이관, 남쪽에는 보하이만, 동쪽으로 랴오둥반도가 있다. 다롄, 잉커우, 친황다오, 칭다오와 함께 환발해만 경제구역을 형성한다.
후루다오는 대륙성 계절풍 기후를 띈다. 무상기일은 175일이고 연 일조량은 2600~2800시간 정도이다. 연평균 강수량은 550~650mm이고 연평균 기온은 8.5-9.5℃이다.
| 후루다오시 롄산구의 기후                                      | 후루다오시 롄산구의 기후 | 후루다오시 롄산구의 기후 | 후루다오시 롄산구의 기후 | 후루다오시 롄산구의 기후 | 후루다오시 롄산구의 기후 | 후루다오시 롄산구의 기후 | 후루다오시 롄산구의 기후 | 후루다오시 롄산구의 기후 | 후루다오시 롄산구의 기후 | 후루다오시 롄산구의 기후 | 후루다오시 롄산구의 기후 | 후루다오시 롄산구의 기후 | 후루다오시 롄산구의 기후 |
| 월                                                            | 1월                      | 2월                      | 3월                      | 4월                      | 5월                      | 6월                      | 7월                      | 8월                      | 9월                      | 10월                     | 11월                     | 12월                     | 연간                     |
| ------------------------------------------------------------- | ------------------------ | ------------------------ | ------------------------ | ------------------------ | ------------------------ | ------------------------ | ------------------------ | ------------------------ | ------------------------ | ------------------------ | ------------------------ | ------------------------ | ------------------------ |
| 역대 최고 기온 °C (°F)                                        | 11.4 (52.5)              | 17.5 (63.5)              | 23.4 (74.1)              | 33.7 (92.7)              | 38.9 (102.0)             | 39.7 (103.5)             | 37.7 (99.9)              | 37.3 (99.1)              | 35.6 (96.1)              | 30.3 (86.5)              | 23.3 (73.9)              | 14.4 (57.9)              | 39.7 (103.5)             |
| 일평균 최고 기온 °C (°F)                                      | −1.3 (29.7)              | 2.4 (36.3)               | 8.9 (48.0)               | 16.9 (62.4)              | 23.2 (73.8)              | 26.4 (79.5)              | 28.8 (83.8)              | 28.9 (84.0)              | 25.3 (77.5)              | 18.0 (64.4)              | 8.2 (46.8)               | 0.9 (33.6)               | 15.6 (60.0)              |
| 일일 평균 기온 °C (°F)                                        | −7.4 (18.7)              | −3.6 (25.5)              | 3.1 (37.6)               | 11.1 (52.0)              | 17.7 (63.9)              | 21.7 (71.1)              | 24.8 (76.6)              | 24.3 (75.7)              | 19.4 (66.9)              | 11.9 (53.4)              | 2.5 (36.5)               | −4.9 (23.2)              | 10.0 (50.1)              |
| 일평균 최저 기온 °C (°F)                                      | −12.6 (9.3)              | −8.7 (16.3)              | −2.1 (28.2)              | 5.7 (42.3)               | 12.3 (54.1)              | 17.4 (63.3)              | 21.2 (70.2)              | 20.1 (68.2)              | 13.9 (57.0)              | 6.1 (43.0)               | −2.6 (27.3)              | −9.8 (14.4)              | 5.1 (41.1)               |
| 역대 최저 기온 °C (°F)                                        | −26.7 (−16.1)            | −22.3 (−8.1)             | −14.1 (6.6)              | −5.9 (21.4)              | 3.0 (37.4)               | 8.1 (46.6)               | 13.4 (56.1)              | 10.3 (50.5)              | 0.7 (33.3)               | −6.5 (20.3)              | −15.7 (3.7)              | −23.3 (−9.9)             | −26.7 (−16.1)            |
| 평균 강수량 mm (인치)                                         | 2.6 (0.10)               | 3.4 (0.13)               | 8.4 (0.33)               | 25.1 (0.99)              | 50.2 (1.98)              | 88.1 (3.47)              | 140.5 (5.53)             | 138.8 (5.46)             | 48.5 (1.91)              | 33.6 (1.32)              | 15.1 (0.59)              | 3.3 (0.13)               | 557.6 (21.94)            |
| 평균 강수일수 (≥ 0.1 mm)                                      | 1.6                      | 1.7                      | 2.5                      | 4.6                      | 7.4                      | 11.1                     | 10.6                     | 9.0                      | 6.0                      | 5.0                      | 3.2                      | 1.8                      | 64.5                     |
| 평균 강설일수                                                 | 2.5                      | 2.1                      | 2.0                      | 0.6                      | 0                        | 0                        | 0                        | 0                        | 0                        | 0.2                      | 2.4                      | 2.4                      | 12.2                     |
| 평균 상대 습도 (%)                                            | 52                       | 51                       | 48                       | 50                       | 57                       | 72                       | 81                       | 79                       | 70                       | 61                       | 55                       | 53                       | 61                       |
| 평균 월간 일조시간                                            | 196.9                    | 198.5                    | 235.9                    | 237.9                    | 260.3                    | 216.1                    | 188.9                    | 211.4                    | 224.6                    | 217.7                    | 184.7                    | 187.6                    | 2,560.5                  |
| 가능 일조율                                                   | 66                       | 65                       | 63                       | 59                       | 58                       | 48                       | 42                       | 50                       | 61                       | 64                       | 63                       | 66                       | 59                       |
| 출처: 중국기상국 (평년값: 1991년~2020년, 극값: 1981년~2010년) |                          |                          |                          |                          |                          |                          |                          |                          |                          |                          |                          |                          |                          |

## 역사
고대에는 연과 진 등의 지배를 받아왔다. 이 지역에서 가장 오래된 도시이다. 싱청(興城)이라는 이름은 요나라 때의 990년에 사서에 등장하고있다.
후루다오 시의 전신은 1906년에 설치된 장자툰 무민청 (江家屯撫民庁, 1913년에 진시 현(錦西県)으로 개칭)이며 펑톈 성(1929년 랴오닝 성로 개칭) 랴오선 도의 관할이었다. 장쉐량이 이곳에 새로운 항구를 건설하여 다롄에서 시작되는 남만주 철도에 대항하는 철도 (나중에 만주국유철도)를 부설하면서 경제 발전이 진행되었다. 후루다오는 해변 휴양지로 알려져 있었다.
1932년에 만주국이 성립되면서 그 영토가 되어 진저우성이 설치되었다. 당시의 후루다오에는 일본 육군연료장이 진시에 정유 공장을 건설하는 등 석유 화학 군사 항만의 거점으로 개발이 진행되었다.
만주국이 붕괴후 1945년에는 랴오시 성의 관할이었고 국공내전이 격화되면서 1948년 가을 중국 공산당군이 만주 전역의 제압을 목표로 행한 3대 전역의 하나로 꼽히는 랴오펀 전역의 무대가 되었다. 랴오펀 전역의 결과, 선양 방면에서 철수한 국민당군은 후루다오에서 해상으로 도주했고 만주는 모두 공산당 지배하에 놓인 이후 행정 변천을 거쳐 1954년에 랴오시와 랴오둥의 2성의 합병으로 랴오닝 성의 관할이 되었다.
1985년, 진시 현은 현급시인 진시 시로 승격했고, 1989년에는 지급시로 승격해 이하에 롄산 구를 신설했고, 진저우시 관할 하의 후루다오 구·난퍄오 구·싱청 시·쑤이중 현과 차오양 시의 관할이었던 젠창 현이 진시 시로 이관되었다. 1994년에 진시 시는 후루다오 시로 개명했고, 아울러 후루다오 구는 룽강 구로 개칭되었다.

## 경제
후루다오는 환발해만 경제구역의 중요한 일부로 베이징, 톈진, 탕산 경제구역과 랴오둥 반도 경제구역을 연결한다. 18개의 기업은 후루다오의 중공업의 토대를 이루고 있다. 산업 구조는 중공업과 경공업이 유기적으로 결합되어있다. 석유화학, 야금, 건축, 기계, 조선, 발전 등이 주 산업이다. 친황다오와 다칭을 연결하는 지하 송유관이 이곳을 통과한다. 후루다오 조선소는 중국의 핵 잠수함이 만들어지는 곳이기도 하다.

## 행정 구역

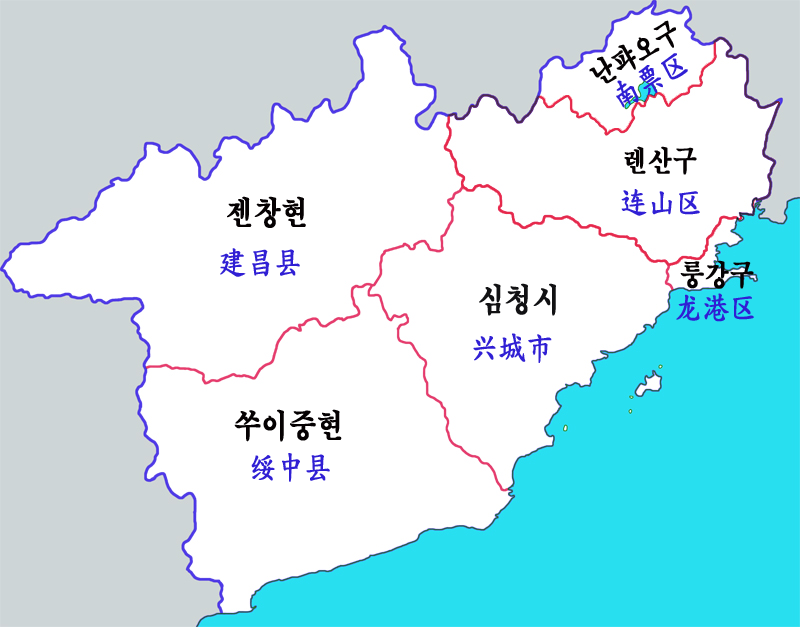
후루다오 시 현급구역

3개 구, 1개 현급시, 2개 현으로 구성되어 있다.
시할구
- 난퍄오 구(南票区)
- 롄산 구(连山区)
- 룽강 구(龙港区)

현급시
- 싱청 시(兴城市)

현
- 쑤이중 현(绥中县)
- 젠창 현(建昌县)

## 출신 인물
- 양리웨이: 쑤이중현 출신